# Supercoppa brasiliana 2019 (pallavolo femminile)
La Supercoppa brasiliana 2019 si è svolta il 1º novembre 2019: al torneo hanno partecipato due squadre di club brasiliane e la vittoria finale è andata per la seconda volta consecutiva al Praia Clube.

## Regolamento
Le squadre hanno disputato una gara unica.

## Squadre partecipanti
| Squadra     | Qualificazione                                              | Ultima partecipazione      |
| ----------- | ----------------------------------------------------------- | -------------------------- |
| Minas       | Vincitrice Superliga Série A 2018-19/Coppa del Brasile 2019 | Supercoppa brasiliana 2017 |
| Praia Clube | Finalista Superliga Série A 2018-19/Coppa del Brasile 2019  | Supercoppa brasiliana 2018 |

## Torneo
| 1º novembre 2019 Ginásio Tancredo Neves, Uberlândia Durata: 1h:26 - Spettatori: ? | Praia Clube | 3 - 0 | Minas | 25-22, 25-22, 25-19 |